# Kvarnön, Hedesunda
Kvarnön är en ö i Dalälven med samma namn i Hedesunda socken. Den övergick till Söderfors landskommun i Uppsala län när brukspatronerna på Söderfors Bruk lade beslag på denna  ö, Jörsön och Gässön i Dalälven.